# パンファギア
パンファギア（学名:Panphagia）は、2009年に記載された、竜脚形亜目に属する恐竜の属。約2億3100万年前にあたる、後期三畳紀のカーニアンの時期に後のアルゼンチン北西部に生息していたとされる。この属の化石はイスチグアラスト-ヴィラユニオン盆地のイスチグアラスト層のラペーニャメンバーで発見された。パンファギアは最も初期に知られている恐竜の1つであり、初期の竜脚形恐竜の食生活の変遷を示す重要な発見である。Panphagiaという属名は、推定されている雑食性の食性に関連して古代ギリシア語で「全てを食べる者」という意味がある。初期の竜脚形類に属する。 全長は1.5-2メートル程度。 前肢は比較的長かったが、後肢を使った二足歩行で生活を送っていた。

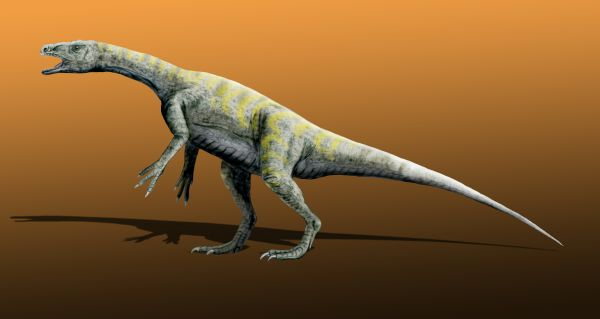
復元
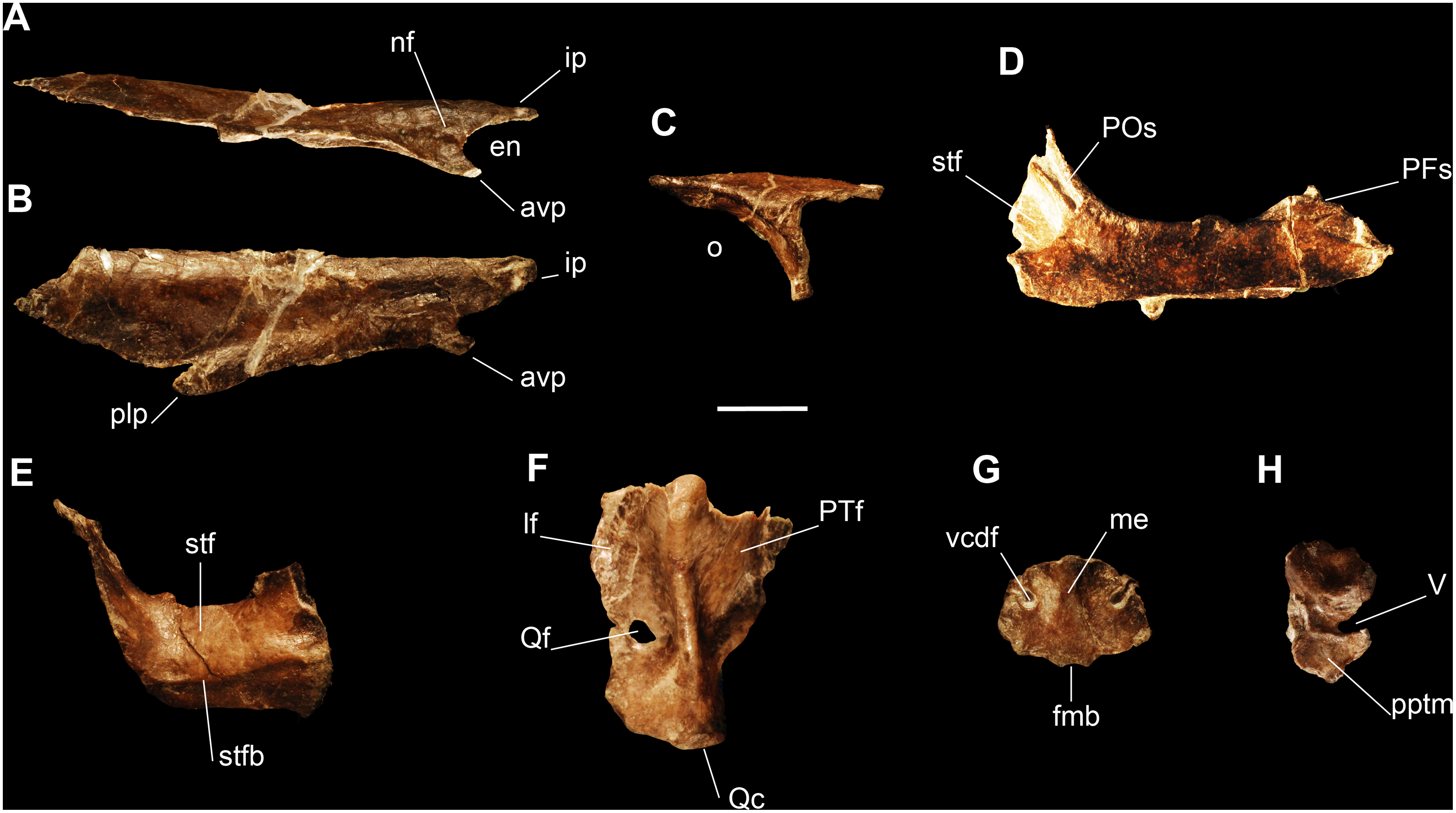
Panphagia protos（PVSJ 874）の保存された頭蓋骨